# Шенброт, Георгий Исидорович
Георгий Исидорович Шенброт (англ. Georgy (Gregory) I. Shenbrot; род. 19 октября 1950, Москва) — российский и израильский учёный-биолог (териолог), чья исследовательская деятельность посвящена систематике и экологии семейства тушканчиков (Dipodidae) и ареалистике грызунов Старого Света.

## Биография
Родился 19 октября 1950 года в Москве в семье специалиста по АСУ, изобретателя, участника войны Исидора Марковича Шенброта (род. 25.01.1924).
В 1972 году окончил кафедру зоологии позвоночных Биологического факультета МГУ, защитив дипломную работу.
В 1980 году защитил в МГУ диссертацию на соискание степени кандидата биологических наук по теме «Сравнительная экология тушканчиков пустынь Турана».
В 1972—1974 годах проводил исследования в Биолого-почвенном институте (БПИ) Дальневосточного научного центра (ДВНЦ) АН СССР.
В 1977 работал научным сотрудником Института медицинских паразитологов и тропических болезней Министерства здравоохранения Советского Союза.
С 1977 по 1984 год работал в Институте охраны природы Минсельхоза СССР. С 1978 по 1992 год он был членом комиссии, подготовившей первое издание Красной книги СССР.
С 1984 по 1992 год он был старшим научным сотрудником Института эволюционной морфологии и экологии животных в Москве.
С 1992 года работал научным сотрудником Рамонского научного центра Университета Бен-Гуриона в Мицпе-Рамоне.
В 1996 году получил исследовательский грант[уточнить] для Израиля.

### Научные достижения
В 1992 году опубликовал исследование «Кладистический подход к анализу филогенетических отношений тушканчикообразных (Rodentia, Dipadodidae)». На основании морфологии репродуктивных органов самцов, структуры жевательной поверхности коренных зубов и анатомии слуховых косточек надсемейство Dipodoidea было разделено на семейства Allactagidae, Dipodidae, Sminthidae и Zapodidae. За исключением семейства Allactagidae, эта классификация была воспроизведена в книге «Handbook of the Mammals of the World» в 2017 году. В ней глава о тушканчиках (Dipodidae) вместе с Йоханом Мишо.

## Новые виды
Соавтор описания новых видов животных:
- Бледный карликовый тушканчик Salpingotus pallidus, с Н. Н. Воронцовым
- Джунгарский емуранчик Stylodipus sungorus, с В. Е. Соколовым
- Землеройка, Белозубки (Crocidura ramona) из пустыни Негев, с Е. Иваницкой и Э. Нево[4]
- Круглоголовка Phrynocephalus golubewii из Туркменистана, в 1990 году вместе с Д. В. Семёновым.

## Членство в научных обществах
- Американское общество териологов (American Society Mammalogists)
- Зоологическое общество Израиля (Zoological Society Israel)
- Рабочая группа Комиссии по выживанию видов МСОП (SSC of IUCN) по мелким млекопитающим.

## Основные научные труды
- Шенброт Г. И. Кладистический подход к анализу филогенетических отношений тушканчикообразных (Rodentia; Dipodoidea) // Сборник трудов Зоологического музея МГУ. — 1992. — Т. 29. — С. 176—200. ISSN 01348647
- Шенброт Г. И., Соколов В. Е., Гептнер В. Г., Ковальская Ю. М. Тушканчикообразные. — М.: Наука, 1995. — С. 168-174. — 576 с. — (Серия "Млекопитающие России и сопредельных регионов"). — ISBN 5-02-004764-3.
- Шенброт Г. И. Пространственная экология сообществ пустынных грызунов (1995)
- Шенброт Г. И. Атлас географического распространения грызунов Arvicolinаe мира (Rodentia, Muridae: Arvicolinae) (2005)
- Шенброт Г. И. Тушканчики: млекопитающие России и прилегающих регионов (2008).